# CAPaward
De CAPaward is een Nederlandse prijs die werd toegekend aan "mensen die door middel van hun sterke wil en doorzettingsvermogen hun lichamelijke handiCAP hebben overwonnen en omgezet in CAPabilities".
In 2017 maakte dit programma een eenmalige comeback bij SBS6 onder de oude titel Mis(s)verkiezing. Dit programma werd gepresenteerd door de toen naar SBS6 overgestapte Lucille Werner en Kees Tol.
In 2006 en 2007 werd naar een idee van Lucille Werner een Mis(s)verkiezing gehouden voor vrouwen met een handicap. In 2008 werden in samenwerking met de TROS en de Lucille Werner Foundation in plaats hiervan de CAPawards ingesteld. De prijzen werden tijdens het televisieprogramma Aan talent geen gebrek van de TROS uitgereikt. Uit negen kandidaten werden door een jury drie winnaars gekozen in drie categorieën, zij kregen elk een zilveren CAPaward. De kijkers kozen vervolgens de winnaar van de gouden CAPaward. Deze winnaar werd een jaar lang ambassadeur van de stichting Onbeperkt Nederland.
De gouden CAPawards werden in 2008 en 2009 uitgereikt door premier Jan Peter Balkenende. Tijdens de liveshow in 2009 werd door hem per abuis de verkeerde winnaar bekendgemaakt. In 2010 werden geen CAPawards uitgereikt, Werner had het te druk met het van de grond krijgen van een Europese variant.

## Winnaars CAPawards
| Jaar/categorie | Extreme/fysiek            | Cultuur & entertainment | Carrière       |
| -------------- | ------------------------- | ----------------------- | -------------- |
| 2009           | Bibian Mentel             | David Magee             | Jacco Holthuis |
| 2008           | Kees-Jan van der Klooster | Floor van der Wal       | Monique Wijnen |

(vetgedrukt = verkozen tot ambassadeur)

## Cappies
In 2009 werden de CAPPIES ingesteld, een juniorvariant van de CAPaward. Prijzen werden uitgereikt in de categorieën 'sport', 'muziek' en 'vrije tijd'. De winnaar werd een jaar lang kinderambassadeur van de Nederlandse Stichting voor het Gehandicapte Kind.

### Winnaars Cappies
| Jaar | Winnaar          | Talent      |
| ---- | ---------------- | ----------- |
| 2012 | Luke Boerdam     | Top DJ      |
| 2011 | Glenn Nugteren   | Magic Flute |
| 2010 | Sander Smale     | Zingen      |
| 2009 | Pien van de Rest | Zingen      |